# Kosmatats
Kosmatats (em macedônio: Косматац) é um vilarejo do norte da Macedónia no município de Kumanovo.